# موصل فائق تقليدي
موصل فائق تقليدي هي مواد تعرض الموصلية الفائقة كما هو موصوف في نظرية بي سي أس أو امتداداتها. هذا على عكس الموصلات الفائقة غير التقليدية، والتي لا تفعل ذلك. يمكن أن تكون الموصلات الفائقة التقليدية إما من النوع الأول أو النوع الثاني. فمعظم الموصلات الفائقة الأولية تقليدية مثل النيوبيوم والفاناديوم من النوع الثاني، في حين أن معظم الموصلات الفائقة للعناصر الأخرى هي من النوع الأول. هنالك درجات الحرارة الحرجة لبعض الموصلات الفائقة الأولية:
| عنصر كيميائي | Tc (K) |
| ------------ | ------ |
| الألمنيوم    | 1.20   |
| زئبق         | 4.15   |
| رونتجينيوم   | 0.92   |
| النيوبيوم    | 9.26   |
| الرصاص       | 7.19   |
| القَصدير      | 3.72   |
| التنتالوم    | 4.48   |
| التيتانيوم   | 0.39   |
| الفاناديوم   | 5.30   |
| خارصين       | 0.88   |

معظم الموصلات الفائقة للمركبة وللسبائك هي مواد من النوع الثاني. الموصل الفائق التقليدي الأكثر استخدامًا في التطبيقات هو سبيكة النيوبيوم والتيتانيوم - وهو موصل فائق من النوع الثاني مع درجة حرارة حرجة فائقة التوصيل تبلغ 11 درجة مئوية. في ثنائي بوريد المغنيسيوم.

## BKBO
Ba0.6K0.4BiO3 وهو موصل فائق غير عادي (أكسيد غير كبريتات) - ولكنه يعتبر «تقليديًا» لأن نظرية BCS تنطبق عليه.